# Rudolf Halin
Rudolf Halin (1934) é um matemático especialista em teoria dos grafos alemão.

## Publicações selecionadas

### Artigos
- Halin, R. (1964), «Über unendliche Wege in Graphen», Mathematische Annalen, 157: 125–137, MR 0170340.
- Halin, R. (1965), «Über die Maximalzahl fremder unendlicher Wege in Graphen», Mathematische Nachrichten, 30: 63–85, MR 0190031, doi:10.1002/mana.19650300106.
- Halin, R. (1971), «Studies on minimally n-connected graphs», Combinatorial Mathematics and its Applications (Proc. Conf., Oxford, 1969), London: Academic Press, pp. 129–136, MR 0278980.
- Halin, R. (1974), «A note on Menger's theorem for infinite locally finite graphs», Abhandlungen aus dem Mathematischen Seminar der Universität Hamburg, 40: 111–114, MR 0335355, doi:10.1007/BF02993589.
- Halin, R. (1976), «S-functions for graphs», Journal of Geometry, 8: 171–186, MR 0444522, doi:10.1007/BF01917434.

### Livros
- Halin, R., Graphentheorie. Vols. I and II published in 1980 and 1981 respectively by Wissenschaftliche Buchgesellschaft.[2] Combined 2nd ed. published in 1989 by Wissenschaftliche Buchgesellschaft.[3]